# Colorado do Oeste
Colorado do Oeste este un oraș în Rondônia (RO), Brazilia.